# Canoë-kayak aux Jeux olympiques d'été de 2012 - K2 1000 mètres hommes
Navigation
Pékin 2008 Rio de Janeiro 2016
L'épreuve masculine du K2 1 000 mètres des Jeux olympiques d'été 2012 de Londres se déroule au Dorney Lake, du 6 au 8 août 2012.

## Format de la compétition
« Le vainqueur de chaque éliminatoire est directement qualifié pour la finale A et les autres s’affrontent en demi-finales, pendant lesquelles les trois meilleurs bateaux se qualifient pour la finale A et les autres pour la finale B (qui détermine le classement des bateaux de neuf à 16). »

## Programme
Tous les temps correspondent à l'UTC+1
| Date                 | Horaire         | Manche              |
| -------------------- | --------------- | ------------------- |
| Mardi 6 août 2012    | 10 h 18 11 h 30 | Séries Demi-finales |
| Mercredi 8 août 2012 | 10 h 16         | Finale              |

## Résultats

### Séries
Le premier bateau de chaque série se qualifie pour la finale, les autres vont en demi-finales.

#### Série 1
| Rang | Athlète                                 | Pays       | Temps          | Notes |
| ---- | --------------------------------------- | ---------- | -------------- | ----- |
| 1    | Martin Hollstein Andreas Ihle           | Allemagne  | 3 min 15 s 263 | Q     |
| 2    | Dave Smith Ken Wallace                  | Australie  | 3 min 19 s 073 |       |
| 3    | Peter Gelle Erik Vlček                  | Slovaquie  | 3 min 19 s 571 |       |
| 4    | Olivier Cauwenbergh Laurens Pannecoucke | Belgique   | 3 min 24 s 304 |       |
| 5    | Alexey Dergunov Yevgeni Alekseyev       | Kazakhstan | 3 min 32 s 176 |       |
| 6    | Ryan Cochrane Hugues Fournel            | Canada     | 3 min 55 s 748 |       |

#### Série 2
| Rang | Athlète                           | Pays             | Temps          | Notes |
| ---- | --------------------------------- | ---------------- | -------------- | ----- |
| 1    | Rudolf Dombi Roland Kökény        | Hongrie          | 3 min 11 s 393 | Q     |
| 2    | Fernando Pimenta Emanuel Silva    | Portugal         | 3 min 13 s 710 |       |
| 3    | Markus Oscarsson Henrik Nilsson   | Suède            | 3 min 16 s 590 |       |
| 4    | Darryl Fitzgerald Steven Ferguson | Nouvelle-Zélande | 3 min 16 s 608 |       |
| 5    | Kim Wraae Emil Staer              | Danemark         | 3 min 17 s 020 |       |
| 6    | Ilya Medvedev Anton Ryakhov       | Russie           | 3 min 21 s 086 |       |

### Demi-finales

#### Demi-finale 1
| Rang | Athlète                           | Pays             | Temps          | Notes |
| ---- | --------------------------------- | ---------------- | -------------- | ----- |
| 1    | Markus Oscarsson Henrik Nilsson   | Suède            | 3 min 13 s 125 | Q     |
| 2    | Dave Smith Ken Wallace            | Australie        | 3 min 13 s 239 | Q     |
| 3    | Darryl Fitzgerald Steven Ferguson | Nouvelle-Zélande | 3 min 15 s 307 | Q     |
| 4    | Alexey Dergunov Yevgeni Alekseyev | Kazakhstan       | 3 min 17 s 788 |       |
| 5    | Ryan Cochrane Hugues Fournel      | Canada           | 3 min 29 s 819 |       |

#### Demi-finale 2
| Rang | Athlète                                 | Pays      | Temps          | Notes |
| ---- | --------------------------------------- | --------- | -------------- | ----- |
| 1    | Peter Gelle Erik Vlček                  | Slovaquie | 3 min 12 s 690 | Q     |
| 2    | Ilya Medvedev Anton Ryakhov             | Russie    | 3 min 12 s 901 | Q     |
| 3    | Fernando Pimenta Emanuel Silva          | Portugal  | 3 min 14 s 017 | Q     |
| 4    | Kim Wraae Emil Staer                    | Danemark  | 3 min 15 s 580 |       |
| 5    | Olivier Cauwenbergh Laurens Pannecoucke | Belgique  | 3 min 15 s 655 |       |

### Finales

#### Finale A
| Rang                                | Athlète                           | Pays             | Temps          | Notes |
| ----------------------------------- | --------------------------------- | ---------------- | -------------- | ----- |
| Médaille d'or, Jeux olympiques      | Rudolf Dombi Roland Kökény        | Hongrie          | 3 min 09 s 646 |       |
| Médaille d'argent, Jeux olympiques  | Fernando Pimenta Emanuel Silva    | Portugal         | 3 min 09 s 699 |       |
| Médaille de bronze, Jeux olympiques | Martin Hollstein Andreas Ihle     | Allemagne        | 3 min 10 s 117 |       |
| 4                                   | Dave Smith Ken Wallace            | Australie        | 3 min 11 s 456 |       |
| 5                                   | Markus Oscarsson Henrik Nilsson   | Suède            | 3 min 11 s 803 |       |
| 6                                   | Ilya Medvedev Anton Ryakhov       | Russie           | 3 min 12 s 047 |       |
| 7                                   | Darryl Fitzgerald Steven Ferguson | Nouvelle-Zélande | 3 min 12 s 117 |       |
| 8                                   | Peter Gelle Erik Vlček            | Slovaquie        | 3 min 12 s 519 |       |

#### Finale B
| Rang | Athlète                                 | Pays       | Temps          | Notes |
| ---- | --------------------------------------- | ---------- | -------------- | ----- |
| 9    | Kim Wraae Emil Staer                    | Danemark   | 3 min 12 s 820 |       |
| 10   | Olivier Cauwenbergh Laurens Pannecoucke | Belgique   | 3 min 13 s 298 |       |
| 11   | Alexey Dergunov Yevgeni Alekseyev       | Kazakhstan | 3 min 14 s 867 |       |
| 12   | Ryan Cochrane Hugues Fournel            | Canada     | 3 min 18 s 550 |       |

## Sources
- Le site officiel du Comité international olympique
- Site officiel de Londres 2012